# Ittireddu
Ittireddu (sardinsky: Itirèddu) je italská obec (comune) v provincii Sassari v regionu Sardinie. Nachází se ve výšce 313 metrů nad mořem a má 469 obyvatel. Rozloha obce je 23,69 km².